# زالموکزس
زالموکزس (نام علمی: Zalmoxes) نام یک سرده از راسته پرنده‌کفلان است.این دایناسور زیبا گوشتخوار است!